# Retro Active
 (novembre 2020).
Si vous disposez d'ouvrages ou d'articles de référence ou si vous connaissez des sites web de qualité traitant du thème abordé ici, merci de compléter l'article en donnant les références utiles à sa vérifiabilité et en les liant à la section « Notes et références ».
Albums de Def Leppard
Adrenalize
(1992) Slang
(1996)
Retro Active est un album de Def Leppard sorti en octobre 1993.
L'album contient des versions retouchées de B-sides et des enregistrements inédits des sessions d'enregistrement entre 1984 et 1993.

## Liste des titres
| No  | Titre                                                                                            | Auteur                                                | Durée |
| --- | ------------------------------------------------------------------------------------------------ | ----------------------------------------------------- | ----- |
| 1.  | Desert Song (Inédit de l'album Hysteria)                                                         | Steve Clark, Joe Elliott, Rick Savage                 | 5:19  |
| 2.  | Fractured Love (Inédit de l'album Hysteria)                                                      | Clark, Elliott, Savage                                | 5:08  |
| 3.  | Action (Version originale parue sur le single Make Love Like a Man)                              | Andy Scott, Brian Connolly, Steve Priest, Mick Tucker | 3:41  |
| 4.  | Two Steps Behind (acoustic version) (Version originale parue sur le single Make Love Like a Man) | Elliott                                               | 4:16  |
| 5.  | She's Too Tough (Version originale parue sur le single Heaven Is)                                | Elliott                                               | 3:41  |
| 6.  | Miss You in a Heartbeat (Version originale parue sur le single Make Love Like a Man)             | Phil Collen                                           | 4:04  |
| 7.  | Only After Dark (Version originale parue sur le single Let's Get Rocked)                         | Mick Ronson                                           | 3:52  |
| 8.  | Ride Into The Sun (Version originale parue sur le single Hysteria)                               | Clark, Collen, Elliott, Savage                        | 3:12  |
| 9.  | From the Inside (Version originale parue sur le single Have You Ever Needed Someone So Bad)      | Elliott                                               | 4:13  |
| 10. | Ring Of Fire (Version originale parue sur le single Armageddon It)                               | Clark, Collen, Elliott, Lange, Savage                 | 4:42  |
| 11. | I Wanna Be Your Hero (Version originale parue sur le single Hysteria)                            | Clark, Collen, Elliott, Lange, Savage                 | 4:29  |
| 12. | Miss You in a Heartbeat (electric version)                                                       | Collen                                                | 4:58  |
| 13. | Two Steps Behind (electric version)                                                              | Elliott                                               | 4:29  |
| 14. | Miss You in a Heartbeat (Piano version) [Hidden track]                                           | Collen                                                | 4:09  |

## Groupe
- Joe Elliott : chant
- Vivian Campbell : guitare
- Phil Collen : guitare
- Rick Savage : basse
- Rick Allen : batterie
- Steve Clark : guitare

Invités
- Ian Hunter – honky tonk messiah sur Ride into the Sun
- Michael Kamen – arrangement de Two Steps Behind (acoustic version)
- Mutt Lange – chœurs
- Fiachna Ó Braonáin – flûte sur From the Inside
- Liam Ó Maonlaí – piano sur From the Inside
- Peter O'Toole – mandoline sur From the Inside
- P.J. Smith – chœurs sur Action
- Pete Woodroffe – piano sur Miss You in a Heartbeat